# Tacuarembó
Tacuarembó az azonos nevű uruguayi megye, Tacuarembó megye székhelye.

## Története
1831. október 24-én Fructuoso Rivera elnök elrendelte egy város megalapítását ezen a vidéken. A feladattal az elnök testvérét, Bernabé Riverát bízták meg, aki Montevideóból egy szekérkaravánt indított útnak, amellyel családok, a leendő település első lakói utaztak a Tacuaremboty nevű folyó partjára. A telepesek mintegy 3 hónap múlva érkeztek meg, és rögtön meg is kezdődött a földmérés, a házhelyek és utcák tervezése. A város hivatalos alapítási napja 1832. január 27., ami Szent Fructuosus ünnepe is egyben, ezért az alapító a települést San Fructuosónak nevezte el. (Így tehát nem a még akkor is hivatalban levő elnökről kapta nevét.) Az első lakók közé tartozott többek között José María Navajas, Ramón Cáceres, Cornelio Cantera és Lorenzo Fernández is. Az alapítás után pap küldését szorgalmazták a településre, és megkezdték a rendőrség és a bíróság megszervezését is.
1837-re San Fructuoso már több mint 500 lakóval bírt, volt békebírója, katonai egységei, papja és egy építésügyi bizottsága is. Ezen év június 16-án adták ki a 158. számú törvényt, ami alapján három megye jött létre, köztük Tacuarembó megye, amelynek székhelyévé San Fructuosót tették meg.
1912. június 17-én az akkorra már igencsak megnőtt, de még csak villa rangú város megkapta a magasabb ciudad rangot is, ezzel egyidejűleg pedig a 4031. számú törvény értelmében nevét is megváltoztatta a mai Tacuarembóra.

## Éghajlata
Tacuarembónak szubtrópusi időjárása van. A nyarak forróak, a telek viszont hidegek.

## Lakosság
2011-ben Tacuarembó lakossága 54 755 fő volt.
| Év   | Lakosság |
| ---- | -------- |
| 1908 | 7 546    |
| 1963 | 28 182   |
| 1975 | 37 692   |
| 1985 | 40 511   |
| 1996 | 45 891   |
| 2004 | 51 224   |
| 2011 | 54 755   |

## Látnivalók

### Templomok
- Szent Fructuosus-székesegyház (római katolikus)
- Szent Kereszt-templom (római katolikus)
- Szent József-templom (római katolikus)
- Lourdes-i Mária-templom (római katolikus)

## Híres emberek
- Washington Benavides (1930–2017), költő, zenész
- Jorge Majfud (1969), író